# Metromenus fraudator
Metromenus fraudator är en skalbaggsart som beskrevs av Sharp 1903. Metromenus fraudator ingår i släktet Metromenus och familjen jordlöpare. Inga underarter finns listade i Catalogue of Life.